# Кончеевы
Кончеевы  (Канчеевы) — древний дворянский род (с 1556) из рязанских бояр, идущий от "мужа честна" татарского мурзы Салахмира и княжны Анастасии Ивановны Рязанской.

## Происхождение и история рода
Согласно старинным родословным книгам, родоначальник рязанский боярин Иван Григорьевич по прозванию «Канчей» владелец Беспуцкий стана и Михайлова поля. Упоминается (1464—1483), как боярин рязанский. и его сын Григорий Иванович Кончеев.
Сохранился документ (24 июня 1510) — Докладная служилая кабала, с доклада рязанскому боярину Фёдору Ивановичу Сунбулову, Аксиньи, вдовы Дьякона Борисова сына, Ивану Дуванову Олтуфьеву сыну Кончеева в 3 рублях сроком на год.
В марте 1573 году опричниками Ивана Грозного были:
1. Микита Кутлуков сын Канчеев — оклад 40 рублей;
2. Степан да Федор Кутлуковы дети Канчеевы — оклад 25 рублев;
3. Сын боярский Воин Кутлуков сын Канчеев, которому государево денежное жалование было с города[5].

## примечания
1. ↑  РГАДА. Ф. 286. Оп. 1. Кн. 241. Л. 167а— 170.
2. ↑  Пам. Ряз. № 53 АСЭИ. Т.3 № 356.
3. ↑  Там же.
4. ↑  Копия: ГК-1. Кн. 241. Л.377, 377 об. 1780 г. Публикация: Юшков. № 78. Голубцов № 371.
5. ↑  Список опричников Ивана Грозного. СПб. 2003. Изд: «Российская национальная библиотека». // Список опричников Ивана Грозного с указанием их служб и «Жалования по окладу» в 1573 году. Листы: 2; 2об; 4об.